# Anders Rydberg

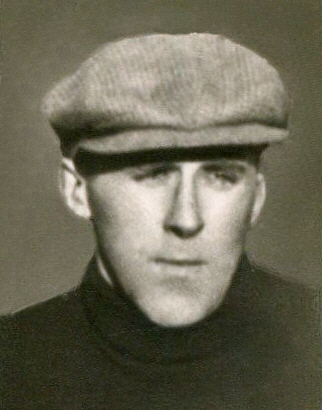
Fotografie des schwedischen Fußballers Anders Rydberg

Anders Rydberg (* 3. März 1903 in Göteborg; † 26. Oktober 1989 ebenda) war ein schwedischer Fußball-Torwart.

## Werdegang
Rydberg spielte ab 1923 bei IFK Göteborg.  Als ein Jahr später die  
Allsvenskan gegründet wurde, konnte er sich mit dem Klub für die neue Eliteserie qualifizieren. Als Stammtorhüter spielte er mehrere Jahre mit IFK um den schwedischen Meistertitel. In den Spielzeiten 1924/25, 1926/27 und 1929/30 wurde jedoch nur der zweite Platz erreicht. Erst in der Spielzeit 1934/35 gelang der Triumph und der Klub holte 17 Jahre nach dem letzten Titel zum vierten Mal in der Vereinsgeschichte den Von-Rosens-Pokal. Rydberg gehörte dabei zu den elf Spielern mit den meisten Einsätzen im Saisonverlauf und wurde daher als schwedischer Meister ausgezeichnet. Bis 1937 stand er noch zwischen den Pfosten für IFK Göteborg und beendete nach 284 Spielen in der schwedischen Eliteserie seine Laufbahn. Damit belegt er in der Liste der Spieler mit den meisten aufeinander folgenden Spielen im schwedischen Oberhaus den zweiten Platz hinter Sven Jonasson, der zwischen 1927 und 1943 332 Spiele in Folge in der Allsvenskan bestritten hat.
Rydberg war zudem schwedischer Nationalspieler und bestritt für die Landesauswahl insgesamt 30 Partien. Er debütierte am 26. Juni 1927 beim 5:3-Erfolg über die norwegische Nationalmannschaft im Nationaljersey. Anfangs konnte er sich jedoch nicht gegen Sigge Lindberg von Helsingborgs IF durchsetzen und kam bis 1930 nur unregelmäßig zum Einsatz. Erst nach dem Abschied des Konkurrenten aus dem Tor der Nationalelf kam Rydberg öfters zum Einsatz, musste sich aber mit weiteren Konkurrenten wie Eivar Widlund oder Sture Hult auseinandersetzen.  Im Jahr 1934 hatte er sich endgültig den Stammplatz zwischen den Pfosten des schwedischen Tores erobert und gehörte bei der Weltmeisterschaft 1934 zum Aufgebot. Während des Turniers kam er beim 3:2-Auftaktsieg gegen Argentinien und der anschließenden 1:2-Niederlage gegen Deutschland zum Einsatz, die das Ausscheiden der Nordeuropäer bedeutete. Am 16. Juni 1935 kam er noch ein weiteres Mal zum Einsatz: Der 3:1-Sieg über die dänische Landesauswahl war sein letztes Länderspiel, Sven Bergqvist übernahm den Stammplatz als Torhüter in der Nationalmannschaft.